# Arròs negre
 (mai 2024).
Si vous disposez d'ouvrages ou d'articles de référence ou si vous connaissez des sites web de qualité traitant du thème abordé ici, merci de compléter l'article en donnant les références utiles à sa vérifiabilité et en les liant à la section « Notes et références ».
Pour les articles homonymes, voir Riz noir (homonymie).
L’arròs negre (en catalan ; prononcé en catalan occidental [aˈrɔz ˈneɣɾe] et en catalan central [əˈrɔz ˈnɛɣɾə] ; en espagnol : arroz negro ; littéralement, en français, « riz noir ») est un plat valencien et catalan préparé à partir de seiche et de riz. Le riz est coloré avec de l'encre de seiche ; la recette inclut également du bouillon de fruits de mer, de l'ail, du piment cubanelle, du paprika et de l'huile d'olive. Il est toujours accompagné de seiche ou d'autres céphalopodes, et le plus souvent d'autres fruits de mer, notamment la crevette et le crabe. Il est parfois servi avec de l'aïoli. La fideuà negra (« vermicelles noirs ») est une variante de l’arròs negre dans laquelle le riz est remplacées par des vermicelles. 

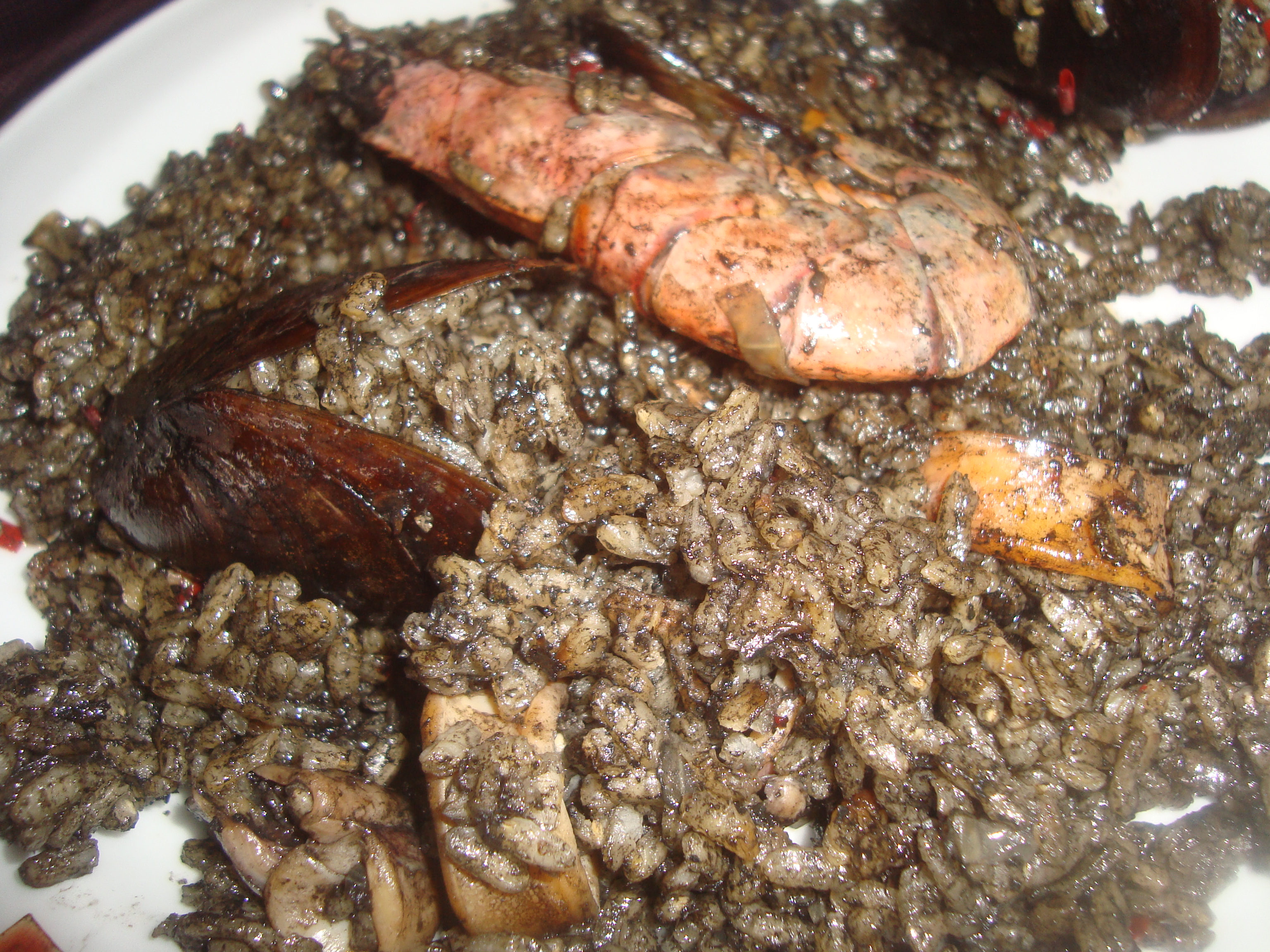
Arròs negre.

Le plat est également servi à Cuba et Porto Rico, le plus souvent le nom d’arroz con calamares, (« riz aux calamars »).